# Mat-Salleh-Rebellion

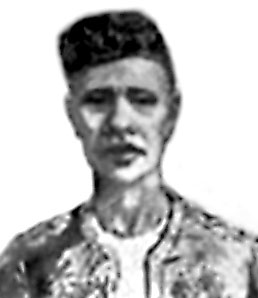
Mat Salleh (künstlerische Darstellung)

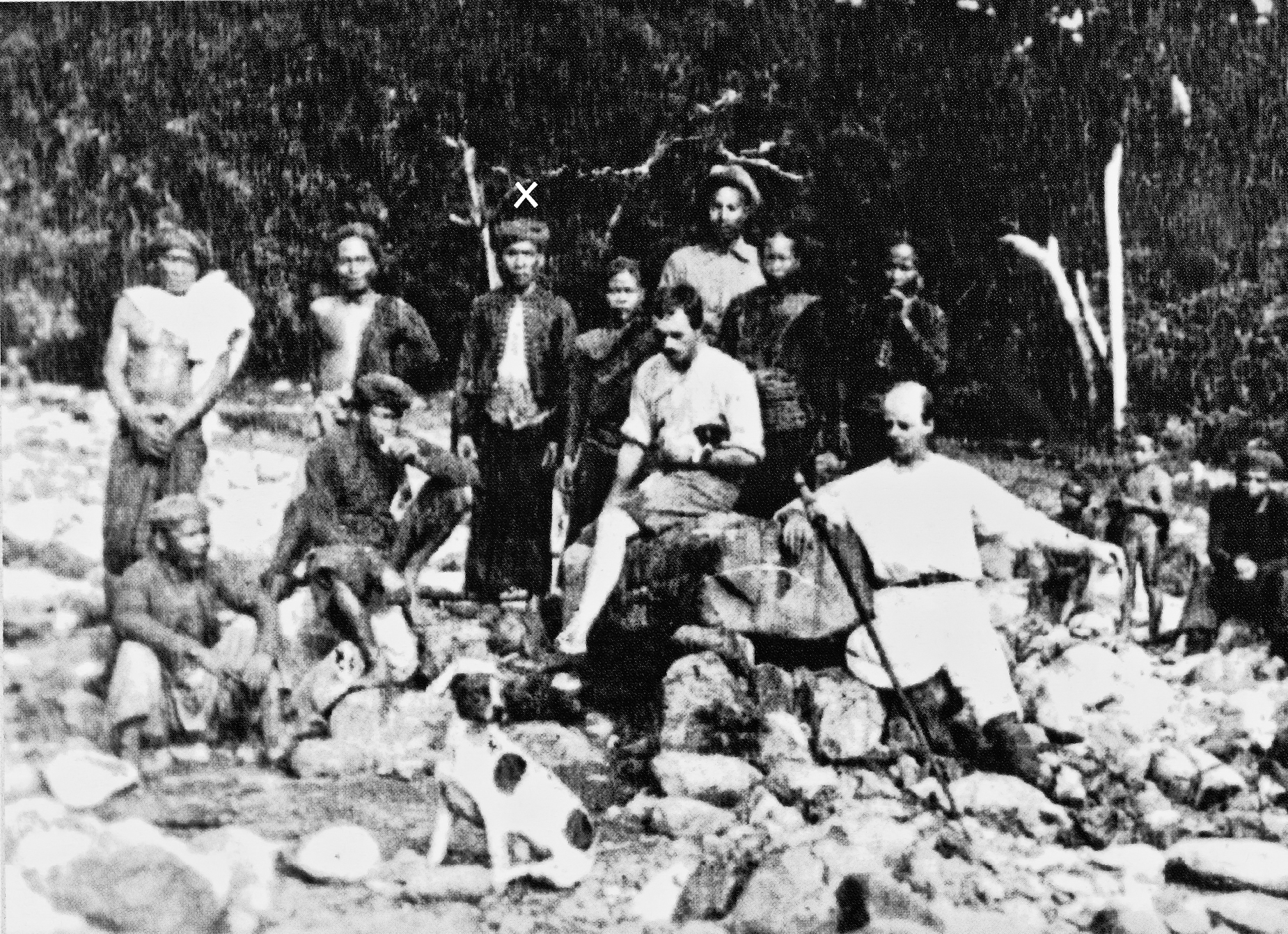
Das wahrscheinlich einzige Photo von Mat Salleh (markiert mit einem „X“)

Die Mat-Salleh-Rebellion bezeichnet eine Reihe größerer Unruhen in Nordborneo, dem heutigen Bundesstaat Sabah in Malaysia, zwischen 1894 und 1900. Der Anführer war Datu Paduka Muhammad Salleh, besser bekannt als Mat Salleh.

## Ursachen
Im späten 19. Jahrhundert gelangte Nordborneo unter die Verwaltung der North Borneo Chartered Company (BNBCC). Die britische Gesellschaft versuchte, in Nordborneo die Produktion von verschiedenen landwirtschaftlichen Produkten, insbesondere aber den Tabakanbau, zu etablieren. Durch die dabei angewandte Rationalisierung sowie durch die Einführung eines an westlichen Maßstäben orientierten Verwaltungssystems durch die North Borneo Chartered Company, kam es in Nordborneo zu unvermeidlichen wirtschaftlichen und sozialen Umwälzungen.
Obwohl sich die Gesellschaft in ihrem Chartervertrag verpflichtet hatte, die lokale Kultur zu bewahren, wurden Regelungen getroffen, die der lokalen Bevölkerung ein Dorn im Auge waren. Zum Beispiel wurde die Sklaverei abgeschafft. Andere unruhestiftende Neuerungen, die die Gesellschaft einführte, waren neue Regelungen hinsichtlich des Landverkaufs, des Erwerbs von tulin (vom Sultanat unabhängiger kleiner Territorien), die Erhebung von Kopfsteuern und Abgaben auf Dschungelprodukte. Viele lehnten die neuen Regelungen rundweg ab.

## Mat Salleh und die Rebellion
Einer der einflussreicheren, andersdenkenden Häuptlinge war Mat Salleh. Er wurde in Inanam, Nordborneo, als Sohn des Suluk-Häuptlings Datu Balu geboren. Bevor die North Borneo Chartered Company ihre Landansprüche geltend machte, kontrollierte sein Vater Teile des Labuk- und Sugut-Gebietes. Seine Mutter gehörte dem Bajau-Volk an. Mat Salleh verbrachte Teile seiner Kindheit in Inanam und Pulau Gaya. Er heiratete Dayang Badang, eine Prinzessin vom Hof des Sultans von Sulu und wurde Häuptling eines unabhängigen Territoriums (tulin) am Sugut River.
1895 begann eine lang anhaltende Auseinandersetzung mit der Gesellschaft. Salleh war mit den neuen Regeln, die die Gesellschaft am Sugut River aufstellte, nicht einverstanden, aber die Gesellschaft ignorierte seine Beschwerden. Ihrerseits war die Gesellschaft darüber verstimmt, dass Mat Salleh von der örtlichen Bevölkerung Steuern ohne ihre Genehmigung eintrieb. Außerdem war die Eigenständigkeit von Territorien wie das von Mat Salleh ein Ärgernis für die Chartered Company.

### Die Anfänge des Widerstands 1894–1895
Die erste Wahrnehmung von Paduka Mat Salleh durch die Briten geschah 1894, als er für den Mord an zwei Mitgliedern der Iban auf der Insel Jambongan verantwortlich gemacht wurde. Captain Barnett und Barraut, der spätere Distriktsoffizier von Kudat, wurden beauftragt, ihn zu ergreifen, blieben jedoch erfolglos. Stattdessen machte sich Mat Salleh auf den Weg nach Sandakan, um dort den Gouverneur L. P. Beaufort und William B. Pryer, den Residenten der East Coast aufzusuchen. Er beabsichtigte zum einen, seine eigenen Absichten offenzulegen und gleichzeitig den Unmut der Einheimischen am Sugut-Fluss über die Verwaltungspolitik der BNBCC zu übermitteln. Als Mat Salleh am 17. August 1895 Sandakan erreichte, waren Beaufort und Pryer abwesend. Der amtierende Gouverneur Alexander Cook, der in Mat Salleh nicht mehr als einen Kriminellen sah, weigerte sich jedoch, Salleh zu empfangen. Der ließ sich vorerst mit seinem Gefolge in Kampung Buli Sim-Sim nieder und wartete, ob Cook eventuell seine Meinung ändere. Als sich am 20. August abzeichnete, dass eine Lösung nicht in Sicht war, verließ er Sandakan.

### Beginn der Kampfhandlungen
Als Beaufort nach Sandakan zurückkehrte, deutete er den Besuch Sallehs als offene Kampfansage an die North Borneo Chartered Company. Am 29. August 1895 sandte er eine Polizeitruppe unter Barraut und Jones nach Jambongan Island. Die Ergreifung Mat Sallehs misslang und führte zu einem Vergeltungsschlag Sallehs, bei dem einige Geschäftshäuser in Kampung Tatabuan in Flammen aufgingen. Nun setzte die Gesellschaft eine Belohnung von 500 Straits-Dollar auf seine Ergreifung aus.
Die Jahre 1896 und 1897 waren geprägt von einer Serie von Kampfhandlungen, Verfolgungsjagden und Strafexpeditionen. Am 10. Februar 1897 tauchte Mat Salleh in Ranau auf und sammelte dort neue Anhänger aus den Reihen der Dusun. Die nachrückenden Briten attackierten Ranau und verursachten bei ihrem Angriff den Tod von Mat Sallehs Vater. Mit einer Truppe Krieger aus Inanam schlug wiederum Mat Salleh am 9. Juli 1897 zurück: Der Hafen der Gesellschaft in Pulau Gaya wurde vollkommenen zerstört und geplündert. Den Anhängern Sallehs fiel dabei eine große Menge an Waffen, Munition, Booten und Handelsgütern aus den Lagerhäusern der Gesellschaft in die Hände. Nachdem am 12. Juli das britische Kriegsschiff SS Ranee mit 50 bewaffneten Polizisten unter dem Kommando von G. Hewett aus Labuan anrückte, floh Salleh in den Dschungel. Außer sich über die Zerstörung der Verwaltungsinfrastruktur auf Gaya Island setzten die Briten am 15. und 16. Juli Inanam und die umliegenden Felder in Brand.
Im November 1897 griff Salleh mit Kriegern der Bajau, Iranun und Suluk die Niederlassung der Gesellschaft in Ambong an. Da ein derartiger Angriff erwartet worden war, stieß Mat Salleh auf erbitterten Widerstand und außer der Zerstörung des Verwaltungsgebäudes wurde kein weiterer Schaden angerichtet. Als die SS Petrel mit britischem Nachschub vor Ambong auftauchte, zogen sich die Angreifer zurück. Bei der anschließenden Verfolgung wurde Salleh neu errichtetes Fort und die Dörfer rund um Kota Belud zerstört.
Mat Salleh zog sich in sein Fort in Ranau zurück. Zwei bewaffnete Polizeikommandos aus 38 Sikh unter der Führung von Hewett, Ormsby, P. Wise und Jones sowie 250 einheimische Polizeikräfte aus Iban und Dayaks unter dem Kommando von Barraut und Wheatle begannen am 13. Dezember 1897 mit dem Angriff auf Ranau. Der erhoffte Erfolg blieb jedoch aus. Am 7. und 8. Januar 1898 setzten die Briten den Beschuss des Forts fort. Als Hewett am 9. Februar das Fort stürmen ließ, war es vollständig verlassen – Mat Salleh war mit seinen Anhängern nach Tambunan geflohen. Hewett ließ das Fort komplett schleifen und zwang die Einheimischen, für die Gesellschaft ein Verwaltungsgebäude zu errichten.

### Das Menggatal-Abkommen vom 23. April 1898

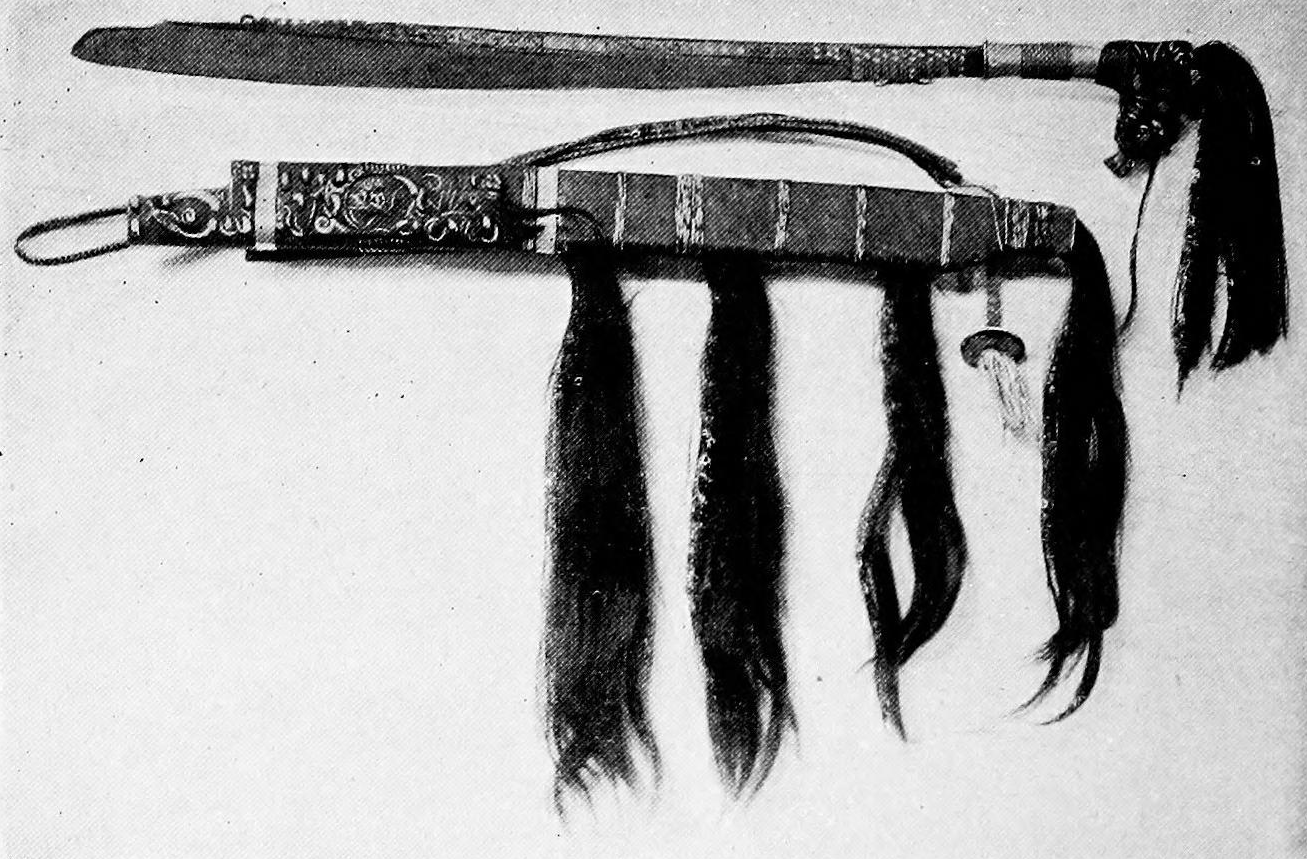
Parang; Geschenk von Paduka Mat Salleh für W. C. Cowie während der Verhandlungen am 22. April 1898

William Clarke Cowie, der geschäftsführende Direktor der North Borneo Chartered Company, war der Ansicht, dass der Konflikt auf friedlichem Weg gelöst werden müsse. 1898 reiste er nach Nordborneo und traf sich mit Mat Salleh, um die Bedingungen für einen Waffenstillstand auszuhandeln.
Zur Vorbereitung des Vertrags traf sich Mat Salleh mit Cowie am 19. April 1898 in Pulutan, um die Bedingungen für ein Abkommen auszuhandeln. Die von Mat Salleh postulierten Vorbedingungen – Freilassung aller seiner Anhänger aus dem Gefängnis und die Erlaubnis, sich mit seinen Anhängern am Inaman-Fluss dauerhaft niederzulassen – wurden von Cowie rundweg abgelehnt. Stattdessen eröffnete er Mat Salleh die Bedingungen der Company, nämlich die Aushändigung aller Waffen an die Briten und die volle Kooperation von Mat Salleh und seinen Anhängern mit der Company. Im Gegenzug würde ihnen eine vollständige Begnadigung durch die Britische Regierung gewährt.
Am folgenden Tag traf sich Mat Salleh mit Beaufort in Pengiran Kahars Haus in Menggatal, eskortiert von 200 bewaffneten Anhängern, die befürchteten, die Briten würden die Gunst der Stunde nutzen und Mat Salleh gefangen nehmen. Bei diesem zweiten Treffen wurde Mat Salleh angeboten, dass er die volle Kontrolle über das Gebiet von Tambunan bekäme – womit er indirekt seinen erblich erworbenen Herrschaftsanspruch über die Gebiete am Sugut- und Inanam-Fluss aufgeben würde. Auch die übrigen Bedingungen waren einseitig und offensichtlich ausschließlich zum Vorteil der Briten. Sie beinhalteten im Wesentlichen die Verbannung nicht willkommener Personen aus Inaman und Einsetzung neuer, der Company zugetaner Häuptlinge. Statt der Freilassung aller gefangenen Gefolgsleute boten die Briten nur die Entlassung von Shah Bandar und einem älteren Gefangenen namens Malim aus dem Gefängnis an.
Es war vorhersehbar, dass damit auch der zweite Tag der Verhandlungen ohne Ergebnis endete. Die Briten begannen ungeduldig zu werden, auch wurde die Anwesenheit der bewaffneten Krieger allmählich als bedrohlich empfunden. Die Briten drängten auf eine Entscheidung und ließen Mat Salleh ausrichten, sich bis zum nächsten Tag zu den offerierten Bedingungen abschließend zu äußern. Außerdem forderten sie Mat Salleh auf, sich am nächsten Tag ohne seine Gefolgsleute entweder in Menggatal oder an Bord der vor der Küste ankernden Regierungsschiff SS Petrel einzufinden.
Unbeeindruckt von den Drohgebärden der Briten bestand Mat Salleh zunächst darauf, die Bedingungen für das Abkommen mit seinen Anhängern entfernter liegender Orte zu beraten, entschloss sich aber dann doch, den Bedingungen der Briten zuzustimmen. Siegessicher ließen sich Cowie und Beaufort am 22. April von einer Truppe schwerbewaffneten Sikh-Polizei und britischer Soldaten von der HMS Swift nach Menggatal begleiten und hissten dort den Union Jack. Mat Salleh wohnte der Zeremonie bei und übergab den Briten, wie bereits vorher vereinbart, fünf Kanonen. Gleichzeitig überreichte er Cowie und Beaufort zwei parang, eine landestypische Mischung aus Machete und Schwert.
Am 23. April wurde schließlich das Abkommen, das nun sieben Punkte beinhaltete, unterschrieben:
1. Paduka Mat Salleh und seine Anhänger werden mit Ausnahme derer, die aus dem Gefängnis geflohen waren und denjenigen, die ein Verbrechen begangen hatten, begnadigt.
2. Shah Bandar und Malim werden aus dem Gefängnis in Sandakan entlassen.
3. Die Bevölkerung aus Inaman wird vertrieben und darf nur mit der Erlaubnis der Briten dorthin zurückkehren. Die Erlaubnis dazu verteilt O.K.K. Serial oder ein anderer durch die Gesellschaft oder den Distriktoffizier benannten Führer.
4. Paduka Mat Salleh darf in Tambunan oder jeder anderen abgeschiedenen Region mit Ausnahme des Sugut-Flusses und des Labuk-Flusses leben. Er soll darüber hinaus die örtliche Bevölkerung überzeugen, die Verwaltung der Company zu unterstützen.
5. Paduka Mat Salleh verpflichtet sich, die Chartered Company bei der Verfolgung und Verhaftung von Kriminellen zu unterstützen.
6. Paduka Mat Salleh verpflichtet sich, die Chartered Company über seinen jeweiligen Aufenthaltsort in Kenntnis zu setzen.
7. Falls Pauka Mat Salleh beabsichtigen sollte, die Küstenregionen aufzusuchen, muss er sich beim zuständigen Distriktoffizier anmelden.

Die Unterzeichner des Abkommens waren Cowie und Beaufort namens der Britischen Regierung und der North Borneo Chartered Company einerseits und Paduka Mat Salleh und Datu Sahak andererseits.
Bedeutsam an dem Menggatal Treaty ist, dass es das einzige Abkommen ist, das die Britische Regierung jemals mit dem gemeinen Volk Sabahs geschlossen hatte. Gleichzeitig wertete das Abkommen die Position Mat Sallehs innerhalb der Häuptlinge auf, da er auf diese Weise als bedeutender und einflussreicher Führer bestätigt wurde. Erst mit dem Abkommen machten die Briten aus dem vorher als „Kriminellen“ titulierten Mat Salleh einen ernst zu nehmenden Anführer und ebneten den Weg zur Anerkennung als Rebell gegen die Briten und später als Volksheld.
Die Nachricht, dass mit dem Friedensabkommen die Rebellion beendet sei, erwies sich jedoch als voreilig. Denn unglücklicherweise erzürnte der Waffenstillstand mit den Briten seine eigenen Leute so sehr, dass Salleh gezwungen war, nach Tambunan zu flüchten. Einer der Gründe für den Zorn seiner Anhänger war Mat Sallehs Zugeständnis an Cowie und Beaufort, seinen Einfluss geltend zu machen und flüchtige Straftäter aus den eigenen Reihen auszuliefern.

### Die Schlacht von Tambunan
Die Briten garantierten Mat Salleh die alleinige Kontrolle über Tambunan und er ließ in Kampung Tibabar ein neues Fort bauen. Im Jahr 1899 beschloss die Gesellschaft jedoch, in Tambunan eine eigene Verwaltung aufzubauen. Dazu wurde der Distriktoffizier von Keningau, F. W. Fraser unter dem Vorwand, einen Streit zwischen zwei Stämmen zu schlichten, nach Tambunan geschickt. Der direkte Eingriff in seine Stammes- und Verwaltungsangelegenheiten erzürnte Mat Salleh so sehr, dass er die diplomatischen Beziehungen zur Company abbrach. Im Gegenzug setzte die BNBCC eine Belohnung auf die Ergreifung Mat Sallehs aus. Die Kämpfe flammten daraufhin wieder auf.
Am 6. Dezember 1899 griff Mat Salleh mit seinen Anhängern die mit der Gesellschaft verbündeten Dusun-Dörfer an. Ein Waffenstillstand, den der Resident von Labuan, R. M. Little, im Auftrag der Company anbot, wurde von Mat Salleh ausgeschlagen. Stattdessen bestand er auf einem sofortigen Abzug der Polizeikräfte aus Tambunan. Am 11. Dezember 1899 griffen Anhänger von Mat Salleh Kinarut an und zerstörten ein Dusun-Dorf. Am 15. Dezember attackierten etwa 100 Bajau die britische Niederlassung in Mengkabong und brannten das Büro und die Wohnhäuser nieder. Die gesamte Westküste inklusive Papar und Menggatal war in Aufruhr.

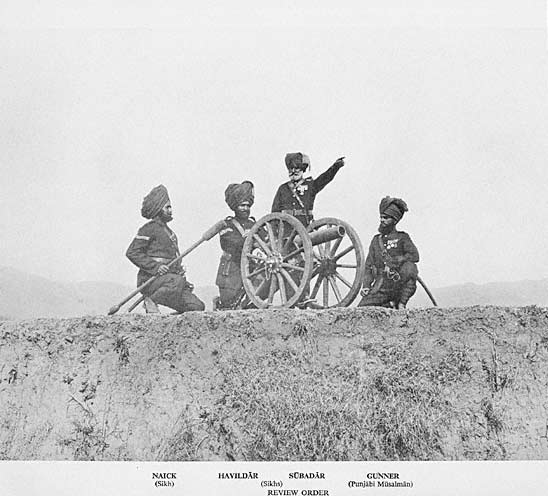
RML-7-pounder Gebirgsgeschütz von 1895

In dieser Situation erhielt C. H. Harington, der Vize-Kommandant der bewaffneten Polizeikräfte von Nordborneo den Befehl, Tambunan anzugreifen. Zu seiner Unterstützung bekam er den Polizeioffizier Dansey, die Distriktoffiziere F. W. Fraser, A. R. Dunlop und F. G. Atkinson sowie den Arzt Conyngham zugeteilt. Insgesamt bewegte sich eine Streitmacht von 140 Männern auf Tambunan zu, begleitet von 800 coolies und ausgerüstet mit 7-Pfund-Gebirgsgeschützen und Maxim-Maschinengewehren. Sie erreichten Tambunan am 31. Dezember und schlugen ihr Lager bei Kampung Timbau auf.
Der erste Schlagabtausch am 1. Januar 1900, bei dem Harington das als „Hornissennest“ bezeichnete Fort angriff, forderte vier Todesopfer unter den Anhängern Mat Sallehs. Am folgenden Tag griffen die Briten mit schwerem Geschütz Kampung Pisau, ein weiteres, allerdings nur durch Bambuspfähle geschütztes Fort an und töteten 60 Verteidiger. Eine Attacke auf das nur einen Kilometer vom großen Fort in Kampung Tibabar entfernt liegende Kampung Toboh folgte am 15. Januar. Unterstützt von Harington, der von Kampung Toboh aus angriff, gelang es den Briten unter Dansey, Dunlop und Fraser schließlich am 19. Januar bis auf 250 m vor Mat Sallehs Fort vorzudringen. Eine Verteidigungsstellung Mat Sallehs wurde am 21. Januar zerstört, nachdem sie von drei Seiten und unterstützt von den Polizeikräften Labuans, angegriffen worden war. Den Briten war mittlerweile jedes Mittel recht, den Kampf für sich zu entscheiden und so ließ Harington den Bach, der durch das Fort floss, vergiften, um die Trinkwasserversorgung Mat Sallehs zu unterbrechen.
Am 26. Januar hatten sich die Briten bis auf 50 Meter vor das Fort vorangearbeitet. Bis zum 31. Januar wurde die Festung Mat Sallehs nun pausenlos von Kampung Sunsuron aus beschossen. Die Verteidigungslinien begannen zu bröckeln.

### Mat Sallehs Tod
In der Nacht des 1. Februar 1900 wurden gegen 2 Uhr nachts eine Bajau-Frau beim Versuch gefangen genommen, aus dem Fort zu fliehen. Die Frau namens Niuk berichtete, dass den Verteidigern die Nahrungsmittel ausgegangen wären und dass Mat Salleh am vorherigen Tag, dem 31. Januar 1900, gegen Mittag von der Kugel eines Maxims getötet worden war.
Als die Briten in der Morgendämmerung in das Fort eindrangen, war es von den letzten Überlebenden bereits verlassen. Das gesamte Gelände innerhalb des Forts war mit Leichen übersät und nur mit Hilfe der Bajau-Frau Niuk gelang es, das provisorische Grab von Mat Salleh, ein Loch neben dem Flaggenmast, ausfindig zu machen. Die Kugel des Maschinengewehrs hatte seine linke Schläfe durchbohrt und sein Leichnam war, den islamischen Gepflogenheiten folgend, in weiße Tücher gehüllt. Distriktsoffizier Fraser und etliche Einheimische identifizierten Mat Salleh. Als eine seiner ersten Amtshandlungen als neuer Gouverneur von British North Borneo setzte Sir Hugh Clifford eigenhändig die Überreste des Forts am 3. Februar 1900 in Brand.
So endete das Leben von Mat Salleh im Kampung Tibabar in Tambunan. Sein Tod hinterließ eine Rebellenbewegung ohne Führer, was schlussendlich das Ende der Rebellion bedeutete. Einzelne Unruhen, die noch kurz nach Sallehs Tod aufflammten, wurden im Keim erstickt.
Eine Fortsetzung des Konflikts spiegelt sich in der Rundum-Rebellion (1900–1915) wider.

## Mat Salleh als Volksheld

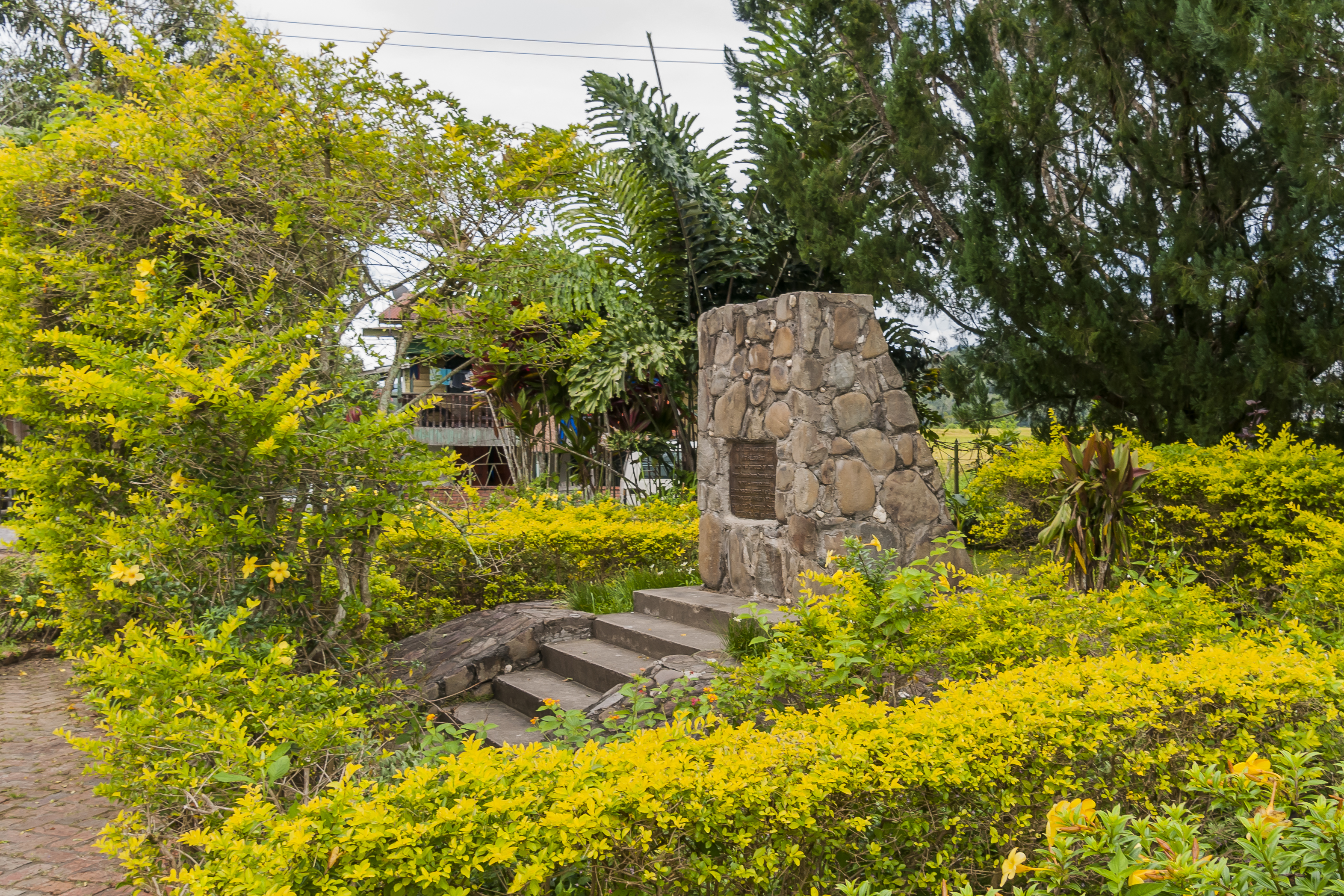
Von der North Borneo Chartered Company errichtetes Mahnmal

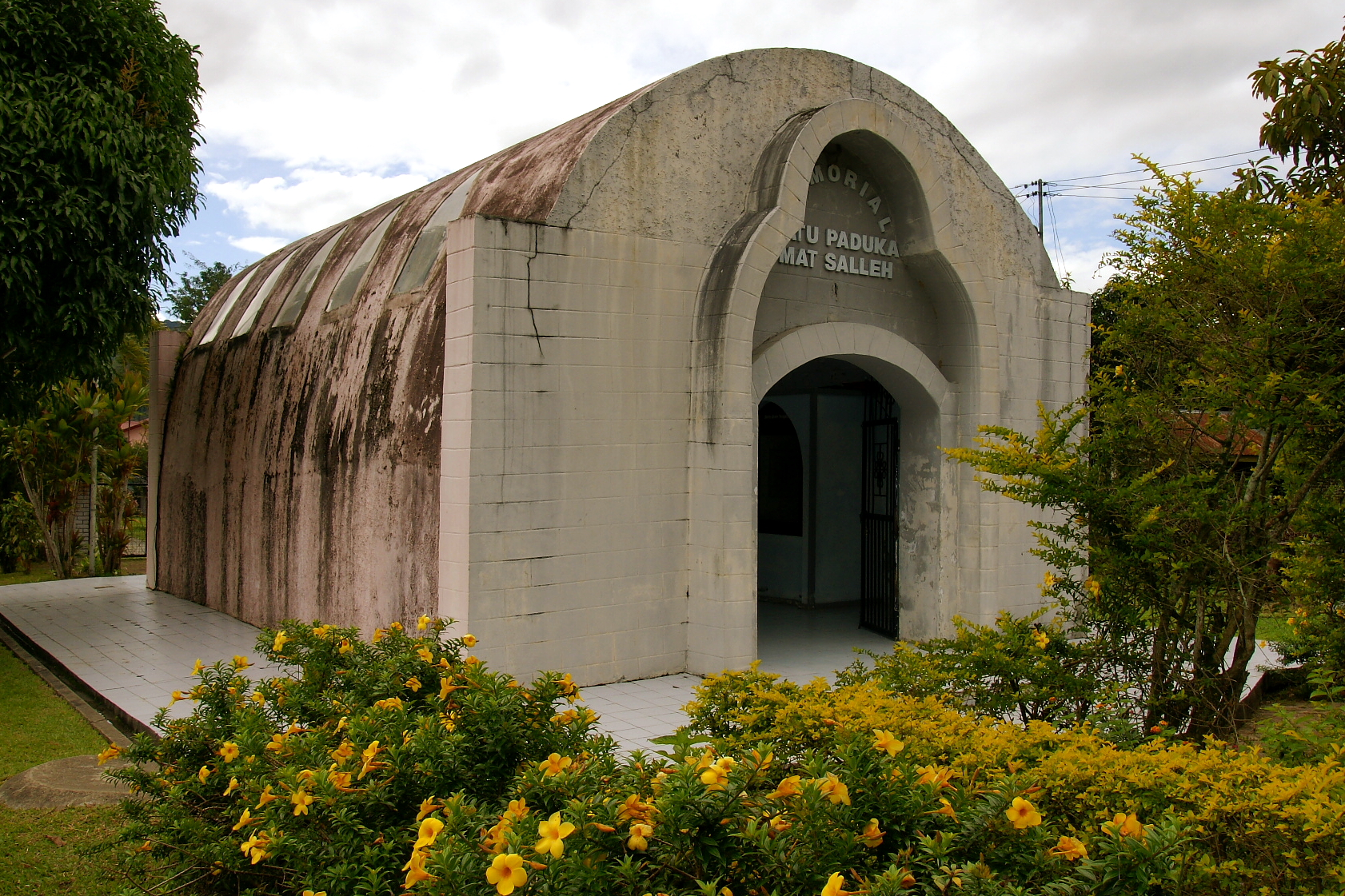
Mat Salleh Memorial aus dem Jahr 2000

Während die Person von Mat Salleh in kolonialen Zeiten eher als Aufrührer und Störenfried beschrieben wurde, hat sich sein Bild in der Öffentlichkeit seit der Entlassung Malaysias in die Unabhängigkeit grundlegend gewandelt.
An der Stelle, an der Mat Sallehs Fort stand, errichteten bereits die Briten ein Mahnmal mit der Inschrift „This plaque marks the site of Mat Salleh's Fort which was captured by the North Borneo Armed Constabulary on the 1st February 1900. During this engagement, Mat Salleh, who for six years led a rebellion against the British Charted Company administration, met his death.“
Heute wird Mat Salleh nicht länger als Aufrührer, sondern als Volksheld, Revolutionär oder Freiheitskämpfer beschrieben. Dem trug die Regierung Sabahs Rechnung, indem sie im Jahr 2000 den inmitten von Reisfeldern gelegenen Ort des Triumphes der Briten über den „Aufrührer“ zum „Mat Salleh Memorial“ umwandelte. Die Gedenktafel an das ehemalige Fort von Mat Salleh und den Ort seines Todes ist heute in einer kleinen Parkanlage untergebracht. In dem an einen Bunker erinnernden Memorial befindet sich eine kleine Ausstellung über Mat Salleh.

## Mat Salleh in der Literatur
Hugh Clifford, der Gouverneur von Sabah, setzte Mat Salleh ein erstes literarisches Denkmal in den beiden Novellen
- Hugh Clifford, Sally, A Study, Edinburgh, 1904 und
- Hugh Clifford, Saleh, A Sequel, Edinburgh 1908,

in denen er das Bild eines jungen malayischen Häuptlings zeichnet, der dem Untergang geweiht ist. Der Werdegang Sallehs war Thema des Buches von
- Owen Rutter, The Golden Rain, London, 1928.[10]

## Bewertung der Rebellion
Obwohl die Geschichte der Mat Salleh Rebellion genauso wie die Rundum Rebellion bis heute zum Selbstverständnis der Geschichte Malaysias gehört, darf nicht außer Acht gelassen werden, dass sich beide Rebellionen auf ein relativ kleines Territorium beschränkten, eine relativ kleine Anzahl an Menschen involvierten und dass demgegenüber der weitaus größte Teil Sabahs ruhig geblieben war.

## Trivia
Fast überall in Malaysia und damit auch im Bundesstaat Sabah wird das Wort „Mat Salleh“ umgangssprachlich für „der Weiße“ gebraucht. In diesem Kontext könnte der Ausdruck auch von „mad sailor“ (verrückter Seemann) abgeleitet sein oder von der Bezeichnung „Mat Salleh“ für die Prediger, die im Gefolge der frühen Kolonialherren kamen, um das Christentum in Borneo zu verbreiten.